# Anolis ferreus
Espèce
Synonymes
- Xiphosurus ferreus Cope, 1864
- Ctenonotus ferreus (Cope, 1864)
- Anolis asper Garman, 1887

Anolis ferreus est une espèce de sauriens de la famille des Dactyloidae. 

## Répartition
Cette espèce est endémique de Marie-Galante en Guadeloupe.

## Description
Ce lézard est jaune-vert sur le dos, avec une tête bleue-grise et du jaune autour des yeux. Les femelles atteignent 65 mcm sans la queue. Les mâles sont plus grands, atteignant 119 mm sans la queue, et présentent en plus une crête le long de la queue.

## Publication originale
- Cope, 1864 : Contributions to the herpetology of tropical America. Proceedings of the Academy of Natural Sciences of Philadelphia, vol. 16, p. 166-181 (texte intégral).